# Melica virgata
Melica virgata là một loài thực vật có hoa trong họ Hòa thảo. Loài này được Turcz. ex Trin. mô tả khoa học đầu tiên năm 1831.